# Бімбо (сленг)
Бімбо — це сленговий термін для традиційно привабливої, сексуальної, наївної та нерозумної жінки. Спочатку цей термін використовувався в США ще в 1919 році для нерозумної або жорстокої людини.
З початку 21-го століття «стереотипна бімбо» стала привабливою жінкою. Його часто використовують для опису жінок-білявок, пишних фігур, важкого макіяжу та відкритого одягу. Зазвичай асоціюється зі стереотипами і жартами про білявок.
У 2017 році рух «The Bimbo Movement» було засновано самопроголошеною бімбо Алісією Амірою, «жінкою, яка найбільше відповідає за популяризацію ідеї повернення гіпер-жіночності» з метою дестигматизації жінок. Рух Бімбо — це рух, який дає жінкам можливість гордо прийняти свою жіночність і взяти на себе відповідальність за свою сексуальність, і, таким чином, відновивши слово «бімбо» та відбиваючись від негативних конотацій, з якими асоціювався термін «бімбо». Рух Бімбо — це міжнародно визнаний жіночий правий рух, що складається з сотень тисяч самопроголошених бімбо, які працюють над припиненням стигми.
До початку 2020-х років цей термін знову увійшов у вжиток завдяки деяким представникам покоління Z, які прагнуть повернути собі недоліки. Наприклад, спільнота «BimboTok» на платформі соціальних медіа TikTok, де користувачі займаються зображенням стереотипної гіпер-жіночністі.
Іноді цей термін асоціюється з чоловіками або жінками, які фарбують волосся у світлий колір, вказуючи на те, що фізична привабливість для них важливіша за інші, нефізичні риси і як продовження стереотипу «тупа блондинка».